# Gemeinsamer Standpunkt
Als Gemeinsamer Standpunkt wurden bis zum Vertrag von Lissabon drei verschiedene Handlungsformen der Europäischen Union bezeichnet.

## Mitentscheidungsverfahren
Im Mitentscheidungsverfahren, einem der Rechtsetzungsverfahren im Rahmen der 1. Säule der Europäischen Union, war ein Gemeinsamer Standpunkt die Position des Rates der Europäischen Union zu dem Gesetzgebungsvorhaben. Mit dem Vertrag von Lissabon wurde das Mitentscheidungsverfahren in ordentliches Gesetzgebungsverfahren umbenannt. Dabei wurde die Bezeichnung Gemeinsamer Standpunkt durch die Bezeichnung Standpunkt des Rates ersetzt und damit dem Standpunkt des Europäischen Parlaments gegenübergestellt.

## Gemeinsame Außen- und Sicherheitspolitik
In der Gemeinsamen Außen- und Sicherheitspolitik legt der Rat der Europäischen Union durch Beschluss gemäß Art. 29 EU-Vertrag den Standpunkt der Europäischen Union zu einer bestimmten Frage geographischer oder thematischer Art fest. Vor dem Vertrag von Lissabon wurde darüber ein sog. Gemeinsamer Standpunkt angenommen; dies war kein Beschluss, sondern ein besonderer Rechtsakt nach Art. 15 EU-Vertrag (in der Fassung des Vertrags von Amsterdam).
Der Beschluss wird (wie auch zuvor die Gemeinsamen Standpunkte) vom Rat auf der Grundlage von übergeordneten Leitlinien und den vom Europäischen Rat festgelegten Strategien erlassen. Die Mitgliedstaaten haben nicht nur dafür Sorge zu tragen, dass ihre einzelstaatliche Politik mit den Standpunkten der Union in Einklang steht (Art. 29 Satz 2 EU-Vertrag), sondern sie haben auch in internationalen Organisationen und auf internationalen Konferenzen für die Standpunkte der Union einzutreten. (Art. 34 Abs. 1 EU-Vertrag).
Die Aussetzung, Einschränkung oder vollständige Einstellung von Wirtschaftsbeziehungen (restriktive Maßnahmen) zu einem oder mehreren Drittstaaten kann gemäß Art. 215 AEUV beschlossen werden. Ein solcher Beschluss darf jedoch erst angenommen werden, nachdem ein entsprechender Beschluss aufgrund von Titel V Kapitel 2 EU-Vertrag erlassen wurde (vor dem Vertrag von Lissabon war dafür ein Gemeinsamer Standpunkt oder eine Gemeinsame Aktion notwendig, vgl. Art. 301 EG-Vertrag).
Ein Beispiel für einen Gemeinsamen Standpunkt wäre der Gemeinsame Standpunkt Nr. 2006/30/GASP vom 23. Januar 2006 zu restriktiven Maßnahmen gegen die Elfenbeinküste.

## Polizeiliche und justizielle Zusammenarbeit in Strafsachen
In der Polizeilichen und justiziellen Zusammenarbeit in Strafsachen (3. Säule) stellte der Gemeinsame Standpunkt dagegen nach Art. 34 Abs. 2 lit.a EUV die Spitze in der Hierarchie der Maßnahmen dar. Er bestimmte das Vorgehen der Union in einer bestimmten Frage der PJZS und bildet damit die Grundlage für die darunter angesiedelten Beschlüsse und Rahmenbeschlüsse.
Durch den Vertrag von Lissabon wurde die Säulenstruktur aufgegeben. Damit gelten auch für die Polizeiliche und justizielle Zusammenarbeit in Strafsachen die allgemeinen Regelungen betreffend die Rechtsetzung der EU. Somit gibt es die oben beschriebenen gemeinsamen Standpunkte nicht mehr.
Ein Beispiel ist der Gemeinsamer Standpunkt vom 29. März 1999 über das geplante Übereinkommen der Vereinten Nationen gegen die organisierte Kriminalität (1999/235/JI).